# Simbamuenni
Simbamuenni (1966) este o nuvelă sau roman scurt de aventuri al autorului român Romulus Bărbulescu, primul scris de acesta fără colaborarea lui George Anania. El a apărut în numerele 6-7 ale colecției Clubul temerarilor, lansată de editura Tineretului și continuată de editura Ion Creangă între anii 1966-70.

## Considerații generale

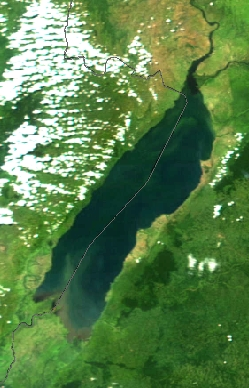
Imagine din satelit a Lacului Albert

Romulus Bărbulescu prezintă în acest roman o aventură africană de genul celor regăsite în operele lui Jules Verne și în seria ‘’Tarzan’’ a lui Edgar Rice Burroughs și care se înscrie în genul de literatură de aventuri promovat de colecția “Clubul temerarilor”. Este același gen care va cunoaște o largă apreciere mondială două decenii mai târziu odată cu lansarea francizei Indiana Jones.
Prin demersul său, autorul se opune teoriilor care susțin inferioritatea populației africane. El prezintă descoperirea vestigiilor unei civilizații africane fictive în teritoriul din jurul Lacului Albert, cuprinzând Provincia Tanganyika din Republica Democrată Congo, Uganda, Sudanul de Sud și Sudanul și întinzându-se până în Egipt. Considerată a avea o legătură directă cu cultul Zeului-Leu din Sudanul antic, ea este privită ca o cultură paralelă celei azaniene, renumită prin realizările arhitectonice de genul celei de la Great Zimbabwe. De altfel, titlul ‘’Simbamuenii’’ se traduce prin ‘’Orașul-leu’’.

## Intriga
Doi frați români, Geo și Victor Cornescu pornesc într-o expediție pe teritoriul congolez în compania unei călăuze locale vârstnice, Hamadi. Aceasta îi conduce către Lacul Albert, spre misteriosul Taba Ciu, unde se află vestigii neprețuite ale unei civilizații africane vechi de 15.000 de ani. Pe drum li se alătură americanca Ann Breakstone, care fusese abandonată de propria călăuză, Tony Porter.
Călăuza trădătoare se dovedește a fi în cârdășie cu un căutător de comori lipsit de scrupule, Roy Oswell, care – alături de secundul său, Kader – este un dușman de moarte al triburilor africane din zonă, pe care le-a jefuit și masacrat în multe rânduri. Răufăcătorii îi urmăresc pe cei patru pentru a afla locația comorilor și a le valorifica pe piața neagră.
Ceea ce nu știu ei este că în rândul lor se află doi oameni de bună credință: negru Amba – fiul lui Hamadi și Jenkins – un alb a cărui soție africană și fiu au fost uciși într-un raid al răufăcătorilor. Cei doi le urmăresc fiecare mișcare și, în momentul sosirii pe malul Lacului Albert, îi părăsesc pentru a-i avertiza pe români și pe Hamadi.
Între cele două grupuri începe o luptă soldată cu moartea lui Tony și a lui Hamadi. Românii descoperă Simbamuenni sub apele lacului, rămânând uluiți în fața comorilor de acolo. Oswell și Kader îi urmează, dar primul este capturat de Jenkins. În lăcomia sa, Kader încearcă să miște o statuie din Simbamuenni, iar gestul său duce la declanșarea capcanei care prăbușește pereții orașului. În final, Oswell este predat în mâinile africanilor cărora le-a măcelărit familiile, pentru a fi judecat.

### Capitolele cărții
- 1 - Negrul Amba
- 2 - Simbamuenni
- 3 - Templul scufundat

## Lista personajelor
- Geo Cornescu  – arheolog român, specializat în cultura antică, vorbitor al multor limbi moarte și moderne
- Victor Cornescu – scriitor român
- Ann Breakstone – arheoloagă americană
- Hamadi – bătrân nilot, al cărui nume înseamnă ”călăuză” într-un dialect african
- Amba – vânător nilot, fiul lui Hamadi
- Roy Oswell – rasist nordic de statură atletică, ambițios, dușman de moarte al triburilor africane
- Eduard ”Barbă-Roșie” Kader –  mercenar de statură herculeană, adjunct al lui Oswell
- Jenkins – învățător alb a cărui soție africană și fiu au fost uciși într-un raid condus de Oswell
- Tony Porter – călăuza Annei Breakstone, care lucrează pentru Oswell
- Manciuniane - iubita lui Amba
- Leps – afacerist cu care lucrează Oswell
- Mabruki – călăuză africană
- Uledi, Joe, Nicolo, Sarboko – răufăcători aflați în slujba lui Oswell
- Moaroro – conducător al unui trib african, care vrea să se răzbune pe Oswell